# 德爾塔 (密西西比州)
德爾塔（英語：Delta）是位於美國密西西比州科荷馬縣的鬼鎮。

## 歷史
德爾塔的郵局於1840年設立，其後於1890年停運。

## 地理
德爾塔所處的海拔為高於海平面53米（即174英呎），而該地所採用的時區為UTC-6，即北美中部時區（CST）。同時該地設有夏令時間，為UTC-6調快一小時，即UTC-5（CDT）。